# Ciupi Rădulescu
Ciupi Rădulescu - numele său real,  Gheorghe Ciupercă - (n. 3 septembrie 1930, Bacău - 17 decembrie 2010, București) a fost actor de film, radio, teatru, televiziune, voce și al teatrului de revistă din România, autor, poet, tenor, libretist și cântăreț român.

## Biografie

### Studii
- Liceul „Principele Ferdinand I“ din Bacău
- Institutul de Arte din Iași.
- Institutul de Arta Teatrală și Cinematografică București

Debutează în teatru la numai 16 ani, jucînd în rolul Voievodului Nenoroc din piesa „Cocoșul negru“ de Victor Eftimiu.

### Colaborări
A jucat alături de mari nume ale scenei românești: Stela Popescu, Dem Rădulescu, Octavian Cotescu, Petre Gheorghiu, Alexandru Arșinel, Horia Căciulescu, Mișu Fotino, Gică Petrescu, Horia Șerbănescu, Nicu Constantin, Jean Constantin, etc.

### Regizor
În calitate de regizor de scenă, a fost autor a 38 de spectacole muzicale și 3 spectacole radiofonice.

### Libretist
Autorul versurilor celebrelor cîntece românești: "Soția prietenului meu", "Noapte de catifea", "Cum să nu devii poet?", "Ce mai faci, Maria?", "Amintește-ți mereu", "Te invit la un Tango", "Cele mai frumoase flori" și "Minunea dragostei".

### Autor, tenor
Colaborator cu proză și versuri la majoritatea ziarelor din București. 
De asemenea, în calitate de tenor, a colaborat cu Opera Națională Română din Timișoara.

## Roluri în teatru (selectiv)
- Hagi Tudose (la Teatrul Municipal Bacovia - Bacău - 10.02.1955)
- Patriotica română (Teatrul Municipal Bacovia - Bacău - 10.04.1955)
- La ora 6 (Teatrul Municipal Bacovia - Bacău - 07.01.1956)
- Cei ce caută fericirea (Teatrul Municipal Bacovia - Bacău - 28.04.1956)
- Omul care a văzut moartea (Teatrul Municipal Bacovia - Bacău - 01.10.1956)
- Mașenka (Teatrul Municipal Bacovia)
- Ocolul pămîntului în 30 de melodii
- București 500
- Pagini alese din revista de altădată
- De la Cărăbuș la Savoy
- Revista în luna de miere
- O seară de muzică ușoară (texte de Ciupi Rădulescu)
- Belmondo al II-lea
- Vernisaj la Revistă
- Revista la ora ... exactă
- Ca în filme

## Filmografie
- 80 000 de spectatori în goană după o minge (1962)
- Vacanță la mare (1963)
- Pantoful Cenușăresei (1969)

## Volume
- Minciuna vine de la Răsărit - poezie
- Politică de Cișmigiu sau Interviuri cu Bulă
- Omul care a inventat ... musca
- Amintiri din teatru - memorialistică
- Suflet în frac - poezie
- Spovedania unui copil din flori - memorialistică (în curs de apariție în 2010)

## Discografie
- Mamaia '69 (Electrecord, 1970)
- Soția prietenului meu (în albumul "Alexandru Jula", Electrecord)
- Te iubesc (în albumul "Constantin Drăghici și Margareta Pâslaru", Electrecord)
- Noapte de catifea (în albumul "Parada șlagărelor 1" de Cornel Constantiniu)
- Amintește-ți mereu (în albumul "Parada șlagărelor 2" de Cornel Constantiniu)
- Aminteste-ți mereu (în albumul "Vă mulțumesc!" de Cornel Constantiniu, 2007)
- Noapte de catifea (în albumul "Vă mulțumesc!" de Cornel Constantiniu, 2007)
- Soția prietenului meu (în albumul "Cîntecele noastre, toate" volumul II, Electrecord / Intercont Music)

## Premii
- Premiul umoriștilor români